# Спочатку вони вбили мого батька
«Спочатку вони вбили мого батька» (кхмер. មុនដំបូងខ្មែរក្រហមសម្លាប់ប៉ារបស់ខ្ញុំ Moun dambaung Khmer Krahm samleab ba robsa khnhom; англ. First They Killed My Father) — американський фільм 2017 року режисерки Анджеліни Джолі, екранізація автобіографічної повісті Лун Ун. Фільм оповідає про часи правління Червоних кхмерів в Камбоджі.
Фільм був висунутий від Камбоджі в номінацію за найкращий фільм іноземний мовою кінопремії «Оскар» 2018 року, але не потрапив до списку номінантів.

## Сюжет
Фільм розповідає про спогади письменниці Лун Ун. За мотивами її мемуарів описується жах, пережитий її власним народом. Лун Ун було п'ять років, коли Червоні кхмери почали влаштовувати криваві розправи. Вона потрапила до табору для підготовки майбутніх солдатів, де повинна була стати воїном-дитиною, здатною деморалізувати супротивника й завдати удару. Інших дітей сімейства Ун вивезли до трудових таборів, де робота була тортурами для дітей.

## У ролях
| • Сарум Среймок | … | Лун                    |
| • Пхунг Компхек | … | Па                     |
| • Свенг Сочеата | … | Ма                     |
| • Тарот Сам     | … | Лідер Червоних кхмерів |

## Знімальна група
- Автор сценарію — Лун Ун, Анджеліна Джолі
- Режисер-постановник — Анджеліна Джолі
- Продюсер — Анджеліна Джолі, Ріті Панх, Тед Сарандос, Майкл Вієйра
- Виконавчий продюсер — Сара Бауен, Полін Фішер, Меддокс Джолі-Пітт, Адам Сомнер, Лун Ун
- Співпродюсер — Браян Клопп
- Оператор — Ентоні Дод Ментл
- Композитор — Марко Белтрамі
- Монтаж — Ксав'є Бокс, Патриція Роммель
- Художник-постановник — Том Браун
- Художник по костюмах — Еллен Міройнік
- Художник-декоратор — Келлі Беррі, Джуді Фарр
- Артдиректор — ек Чаян Чунсуттіват, Том Рита, Ерік Лулінг

## Виробництво
23 липня 2015 року Анджеліна Джолі оголосила про початок зйомок нового фільму Спочатку вони вбили мого батька для кінокомпанії Netflix за мотивами автобіографічної книги американської письменниці Лун Ун. Основні зйомки фільму проходили в місті Баттамбанг, Камбоджа. Планувалося почати зйомки на початку листопада 2015 року. Також зйомки проводилися в місті Пномпень.

## Критика
Фільм отримав позитивні відгуки кінокритиків. На сайті Rotten Tomatoes фільм має рейтинг 89 % на основі 53 рецензій з середнім балом 7,8 з 10. На сайті Metacritic фільм має оцінку 72 з 100 на основі 21 рецензії критиків, що відповідає статусу «в цілому сприятливі відгуки».
Метт Сейтц з RogerEbert.com дав фільму чотири з чотирьох зірок, заявивши, що це була найкраща робота Джолі як режисерки.

## Нагороди та номінації
| Список нагород та номінацій              | Список нагород та номінацій | Список нагород та номінацій     | Список нагород та номінацій     | Список нагород та номінацій | Список нагород та номінацій |
| Кінофестиваль/Кінопремія                 | Рік                         | Категорія                       | Номінант(и)                     | Результат                   | Дж                          |
| ---------------------------------------- | --------------------------- | ------------------------------- | ------------------------------- | --------------------------- | --------------------------- |
| Кінофестиваль Camerimage                 | 2017                        | Золота жабка                    | Ентоні Дод Ментл                | Номінація                   |                             |
| Кінофестиваль Camerimage                 | 2017                        | Бронзова жабка                  | Ентоні Дод Ментл                | Перемога                    |                             |
| Національна рада кінокритиків США        | 2017                        | Премія Свобода вираження        | Премія Свобода вираження        | Перемога                    |                             |
| Спільнота кінокритиків Фенікса           | 2017                        | Найкращий фільм іноземною мовою | Спочатку вони вбили мого батька | Перемога                    |                             |
| Спільнота кінокритиків Лас-Вегаса        | 2017                        | Найкращий іноземний фільм       | Спочатку вони вбили мого батька | Перемога                    |                             |
| Голлівудська кінопремія                  | 2017                        | Найкращий іноземний фільм року  | Спочатку вони вбили мого батька | Перемога                    |                             |
| Бостонська онлайн-асоціація кінокритиків | 2017                        | Найкращий фільм іноземною мовою | Спочатку вони вбили мого батька | Перемога                    |                             |
| Премія «Золотий глобус»                  | 7.01.2018                   | Найкращий фільм іноземною мовою | Спочатку вони вбили мого батька | Номінація                   | [ 16 ] [ 17 ]               |
| Премія BAFTA                             | 18 лютого 2017              | Найкращий неангломовний фільм   | Спочатку вони вбили мого батька | Номінація                   |                             |